# Xylaria longipes
Espèce
Xylaria longipes est un champignon ascomycète du genre Xylaria et de la famille des Xylariaceae.

## Description
Ce champignon érige son carpophore en forme de cheminée sur pied clavée. De couleur noir mat et dur au toucher, il libère ses spores par une ouverture apicale à maturité.

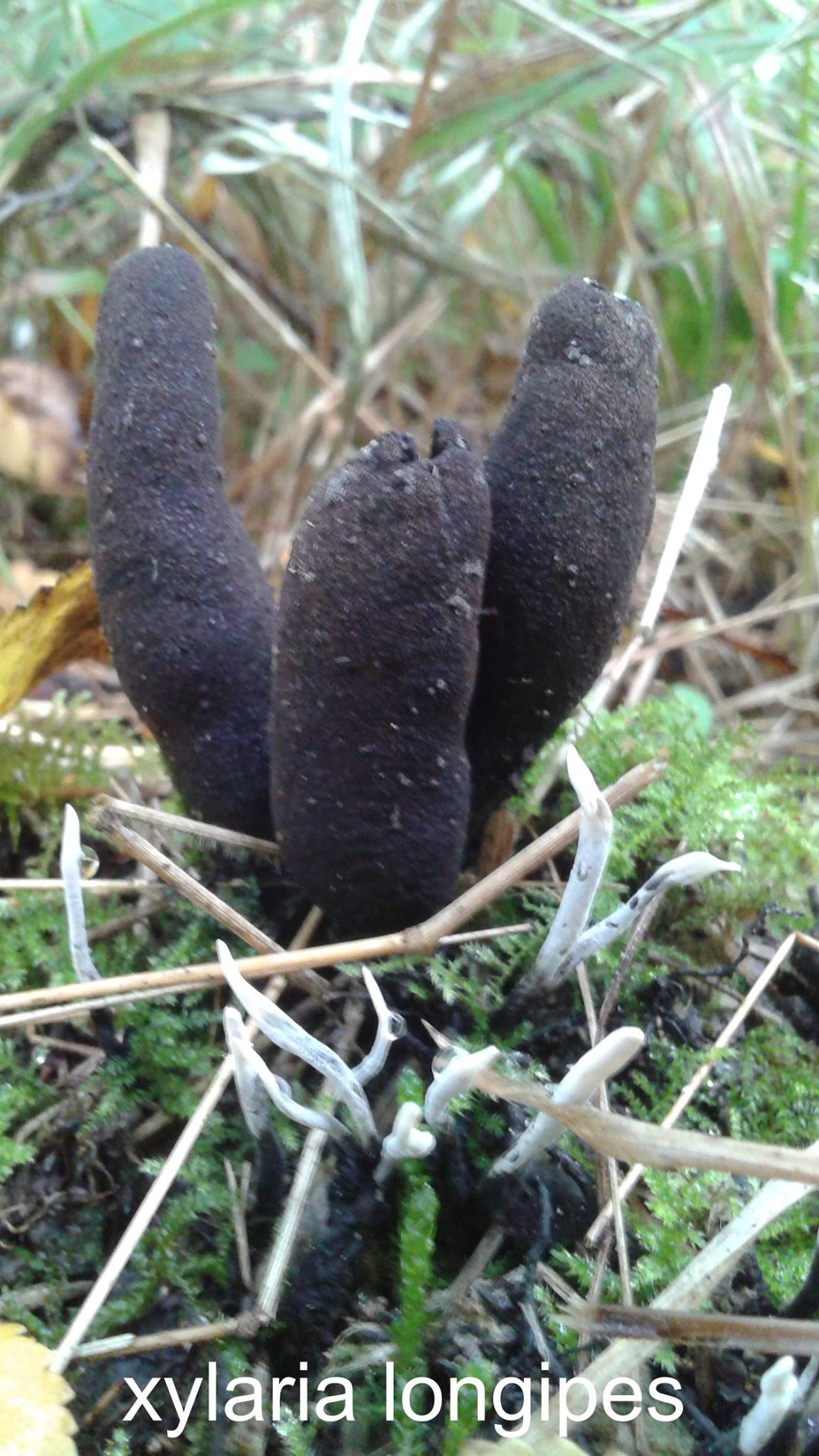
Xylaria longipes + xylaria hypoxylon (premier plan)

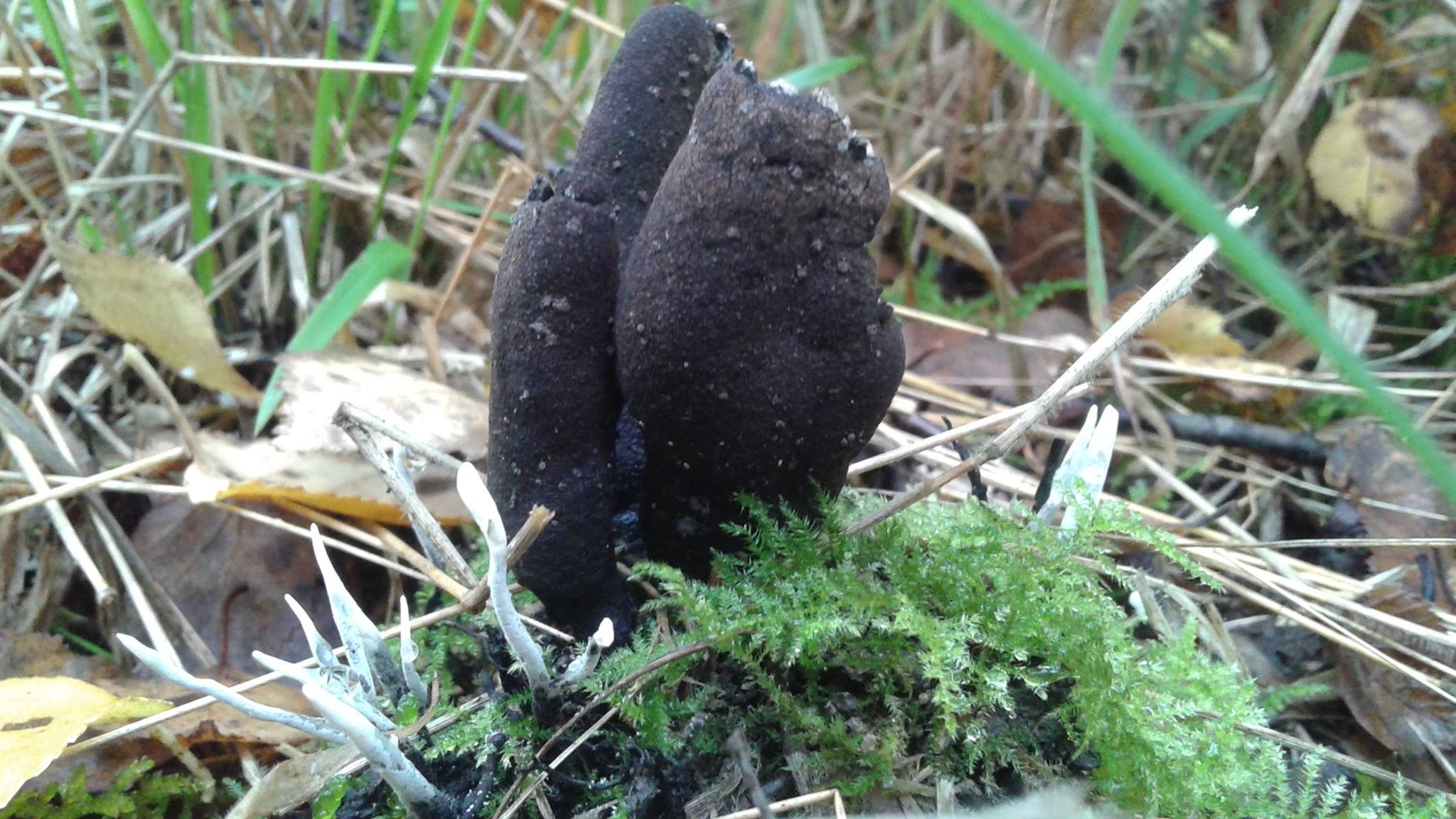
Xylaria longipes + Xylaria hypoxylon (en bas à gauche)

## Habitat
Peut pousser sur du bois en décomposition, souvent en présence de mousses.

## Liens externes

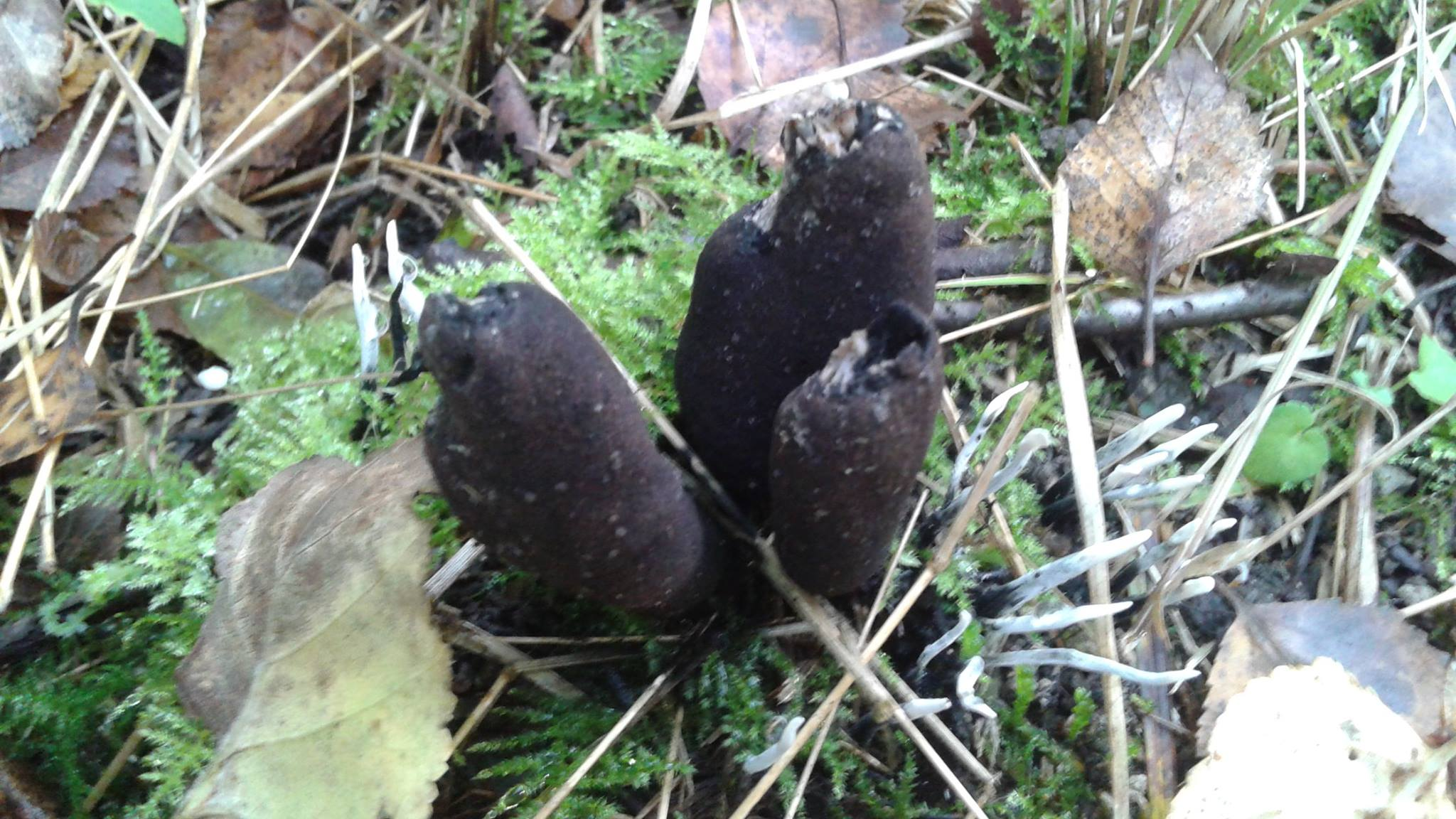
Xylaria longipes (au centre) + xylaria hypoxylon (vue de dessus)